# Linda Laursen
Linda Laursen, född 22 januari 1953, är en dansk skådespelare.

## Biografi
Laursen gick ut Privatteatrenes Elevskole i Danmark 1979. Hon är gift med den danska skådespelaren Michael Carøe. Från en tidigare relation har hon dottern Vickie Bak Laursen, som också är skådespelare.

## Filmografi (i urval)[4]
- 1978–1981 – Matador (TV-serie)
- 1979 – Olsen-banden overgiver sig aldrig
- 1998 – Festen
- 2002–2003 – Försvarsadvokaterna (TV-serie)
- 2007 – Brottet (TV-serie)
- 2008 – Sommer (TV-serie)
- 2012 – Kapningen